# Havnås
Hamnås este o localitate din comuna Trøgstad, provincia Østfold, Norvegia.